# Filip (governador de Cassandrea)
Filip (llatí: Philippus, en grec antic: Φίλιππος, «Phílippos») va ser un oficial macedoni nomenat governador de Cassandrea quan aquesta ciutat fou assetjada pel pretor romà Gai Marci Fígul I i el rei de Pèrgam Èumenes II de Pèrgam durant la Tercera Guerra Macedònica l'any 169 aC.
Quan els romans havien aconseguit penetrar a la ciutat per una mina que van obrir sota les muralles, va fer una sortida sobtada i va produir tal confusió entre les tropes atacants que en va fer una matança. El pretor romà va decidir convertir el setge en bloqueig i quan deu vaixells macedonis van poder arribar a la ciutat amb reforços d'homes i material, es va veure obligat a retirar-se, segons explica Titus Livi.